# Нечаев, Алексей Васильевич
 Алексей Васильевич Нечаев  (31 января  1864 Казань Российская империя 8 сентября — 1915 Петроград Российская империя) — Русский геолог и палеонтолог.

## Биография
Родился 31 января 1864 года в Казани в семье священника. По окончании в 1887 году в Казанском университете курса с степенью кандидата естественных наук и будучи оставленным при университете с  1 мая 1888 года на два года профессорским стипендиатом, 11 марта 1889 года назначен хранителем геологического кабинета. Получив 11 марта 1895 года степень магистра минералогии и геонезии, 25 мая того же года утвержден приват-доцентом университета. 27 мая 1898 года утвержден доктором минералогии и геонезии, а 24 мая 1899 года назначен экстраординарным профессором по кафедре минералогии и геологии. 4 ноября 1899 года перемещен на должность ординарного профессора Киевского политехнического института Императора Александра II. С 1895 года Нечаев работал как сотрудником  Геологического комитета, занимаясь (1895-1901 гг.) геологической съемкой  Европейской России. Находя время для занятий палеонтологией, в 1898 году Нечаев защищает докторскую диссертацию "Фауна эоценовых отложений на Волге между Саратовом и Царицыном". Через год, в мае 1899г. он назначается экстраординарным профессором по кафедре минералогии и геологии Казанского университета, но уже в ноябре переезжает в Киев, где занимает должность ординарного профессора по кафедре минералогии и геологии в только образованном (1898р.) Политехническом институте.
За время пребывания в Киевском политехническом институте в должности профессора, а в последние годы службы - одновременно и декана химического факультета (1903-1911), Нечаеву пришлось много сил и энергии уделять административной и преподавательской деятельности. Он организовал и оснащал необходимыми коллекциями и оборудованием Геолого-минералогический кабинет. Составлял и публиковал один и в соавторстве со своими коллегами, учебные пособия по кристаллографии, минералогии, геологии. Неоднократные переиздания этих учебников, отличаются ясностью и простотой изложения хорошо подобранного научного материала, свидетельствуют об их популярности. В начале 1911г. министром народного просвещения был назначен Л.А. Кассо, который решил быстро очистить вузы от кадетов. Нежелательным лицам было предложено немедленно подать в отставку. Это коснулось и О.В. Нечаева, и многих других профессоров Киевского политехнического института и Киевского, Московского, Казанского и других российских университетов. Отставка с Киевского политехнического института не означала для Нечаева конец преподавательской карьеры. Но он решил навсегда покинуть российскую систему высшего образования и в 1912 году переехал в Петербург, посвятив всю оставшуюся жизнь исключительно научной деятельности. Он устроился  на работу в Геологический комитет в качестве сотрудника и через год перешел на должность штатного геолога. 8 сентября 1915 г. он скоропостижно скончался от болезни сердца.

## Труды
- Общий взгляд на историю естественно-научной мысли / А. Нечаев Казань : типо-лит. Имп. ун-та, 1896
- Фауна эоценовых отложений на Волге между Саратовом и Царицыным / А. Нечаев Казань : типо-лит. Ун-та, 1897
- Краткий очерк геологических исследований в северо-западной части 129 листа десятиверстной карты Европейской России : (Предвар. отчет) / [Соч.] А. Нечаева [Санкт-Петербург] : тип. К. Биркенфельда, [1898]
- Геологические исследования в юго-западной части 129-го л. десятиверстной карты Европейской России : [Предвар. отчет] / А. Нечаев Санкт-Петербург : типо-лит. К. Биркенфельда, 1899
- Предварительный отчет о геологических исследованиях Северо-восточной части 130-го листа десятиверстной карты Европейской России / А. Нечаев Санкт-Петербург : типо-лит. К. Биркенфельда, 1901
- Геологические исследования в области 130-го листа десятиверстной карты Европейской России : [Предвар. отчет] / А. Нечаев Санкт-Петербург : типо-лит. К. Биркенфельда, 1902
- Кристаллография геометрическая, физическая и физико-химическая / Проф. А.В. Нечаев Киев : Сотрудник, 1907
- Серно-соляные ключи близ Богоявленского завода / [Соч.] Проф. А.В. Нечаева Санкт-Петербург : Геол. ком., 1907
- Учебник минералогии и геологии : Для сред. учеб. заведений / Проф. А.В. Нечаев Киев : Пирогов. т-во, 1907
- Руководство к практическим занятиям по кристаллографии и минералогии : (Склеивание кристаллограф. моделей, определение минералов) : Для сред. учеб. заведений / Проф. А.В. Нечаев Киев : Пирогов. т-во, 1908
- Естественная история : Для сред. учеб. заведений и гор. уч-щ / А. Нечаев, В. Заленский и А. Лебедев Киев : Пирогов. т-во, 1909
- Фауна пермских отложений востока и крайнего севера Европейской России / Проф. А.В. Нечаев. Вып. 1 Санкт-Петербург : Геол. ком., 1911
- Краткий курс естественной истории для городских училищ, 1-2-й годы обучения : Минералогия. Ботаника и Зоология / А. Нечаев, В. Заленский и А. Лебедев Киев : Пирогов. т-во, 1912
- Минералогия / Проф. А.В. Нечаев Петроград ; Киев : Сотрудник, 1912 (Киев)
- Геологические исследования северной части Самарской губернии / А.В. Нечаев и А.Н. Замятин [Санкт-Петербург] : Геол. ком., 1913
- Пермский известняк р. Карлы Симбирской губернии / А.В. Нечаев Санкт-Петербург : типо-лит. К. Биркенфельда, 1913
- По горной Бухаре : Путевые очерки / Проф. А.В. Нечаев Санкт-Петербург : тип. М.М. Стасюлевича, 1914
- Месторождение графита на севере Зайсанского уезда / А.В. Нечаев Петроград : тип. М.М. Стасюлевича, 1915